# HUMINT

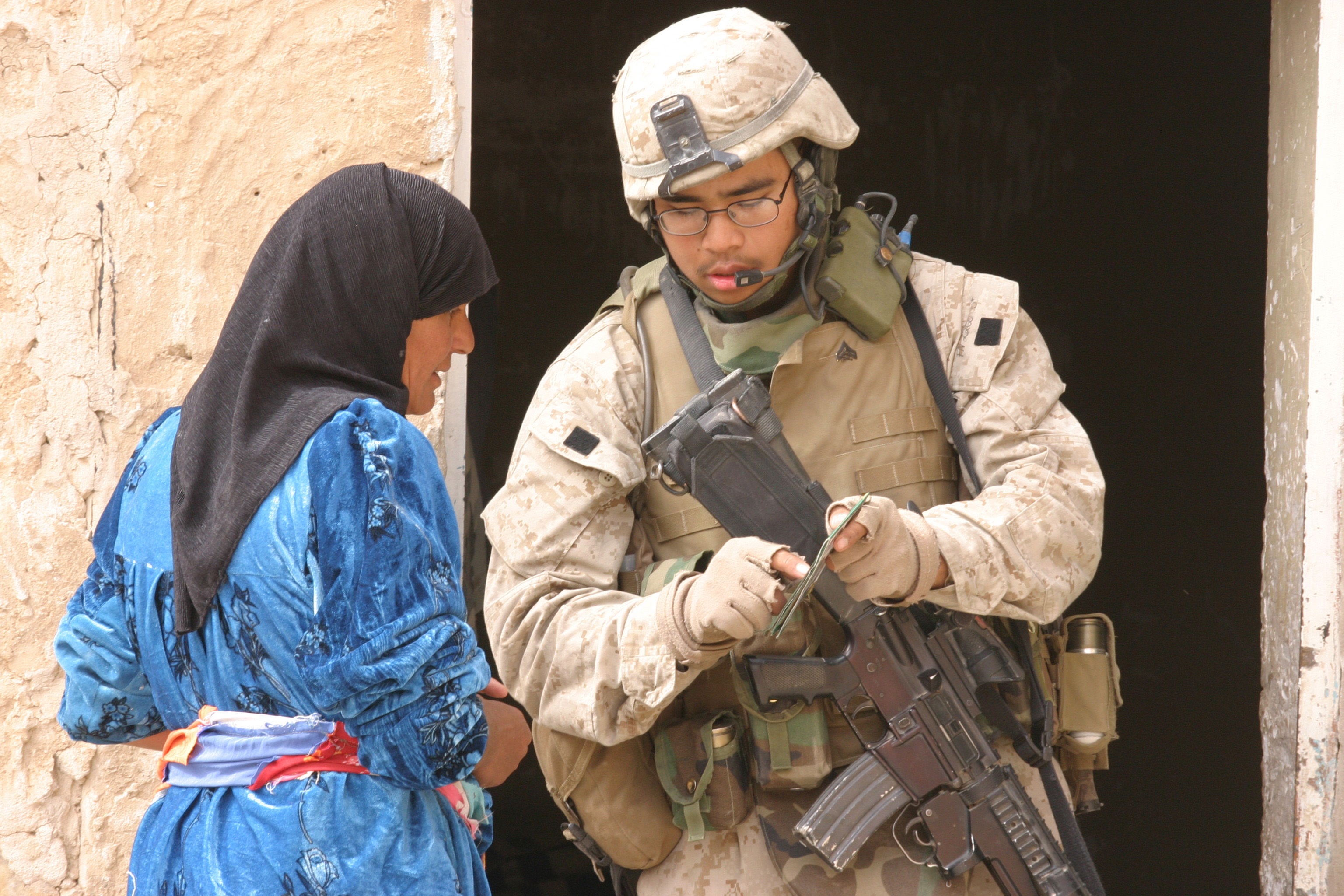
Um soldado americano coletando informações de uma civil.

HUMINT  (do inglês human intelligence) é o termo usado, principalmente em inglês, para descrever a inteligência, no sentido de informações (como em serviço de inteligência ou serviço de informações) obtidas por meio de seres humanos, como os espiões tradicionais.
Historicamente, HUMINT é a maior fonte de informação dos serviços secretos, porém desde o advento das telecomunicações a SIGINT foi assumindo o papel de principal fonte e acabou por tornar-se mais importante.
A HUMINT (human intelligence) é a inteligência de fontes humanas, como declarações e depoimentos de pessoas durante entrevistas, sob qualquer história-cobertura ou pretexto. A HUMINT é a mais antiga fonte de inteligência e
permanece como a mais eficaz, não pela quantidade de dados e informações, mas, por sua precisão e oportunidade. O Capítulo XIII O emprego de espiões de A Arte da Guerra do general Sun Tzu descreve várias
categorias de espiões; todos, porém, são fontes humanas de inteligência.

## Tipos de fontes de informação
As fontes de HUMINT não são necessariamente apenas agentes envolvidos em ações clandestinas ou secretas. As pessoas fornecendo as informações podem ser neutras, amigas ou hostis (em relação a um país). Exemplos típicos de HUMINT incluem:
- Forças amigas (patrulhas, polícia militar)
- Prisioneiros de Guerra
- Refugiados
- Civis
- Desertores
- Organizações não governamentais (ONGs)
- Jornalistas